# Erreur de la banque en votre faveur
Pour plus de détails, voir Fiche technique et Distribution.
Erreur de la banque en votre faveur est un film français réalisé par Michel Munz et Gérard Bitton, sorti en salles le 8 avril 2009. Le titre est une référence à une carte du jeu Monopoly.

## Synopsis
Julien rêve d'ouvrir un restaurant avec son meilleur ami Étienne, cuisinier aussi inventif qu'incompris. 
Une grande banque d'affaires parisienne Berthin-Schwartz pour laquelle il est maître d'hôtel depuis 17 ans de bons et loyaux services, lui refuse cyniquement un prêt.
Entendant des conversations qui lui permettent de réaliser de fructueuses opérations en bourse, qui sont autant de délits d'initié, il en profite avec son ami, et bientôt tout le quartier avec eux. Saura-t-il s'arrêter à temps ?

## Fiche technique
- Titre : Erreur de la banque en votre faveur
- Réalisation et scénario : Michel Munz et Gérard Bitton
- Directeur de la photo : Éric Guichard
- Musique : Michel Munz - Arrangements, cocomposition et réalisation musicale : Christophe La Pinta
- Décors : Émile Ghigo
- Costume : Nathalie Du Roscoat
- Montage : Maryline Monthieux
- Producteur : Charles Gassot
- Distribution : Wild Bunch
- Pays de production :  France
- Langue : français
- Genre : comédie
- Durée : 98 minutes
- Date de sortie : France : 8 avril 2009

## Distribution
- Gérard Lanvin : Julien Foucault le maître d'hôtel de la banque d'affaires Berthin-Schwartz
- Jean-Pierre Darroussin :  Étienne, cuisinier meilleur ami de Julien
- Philippe Magnan : M. Baudoin d'Espinasse, le patron de la banque d'affaires Berthin-Schwartz
- Barbara Schulz : Stéphanie
- Jennifer Decker : Harmony, la jeune amoureuse d'Étienne
- Scali Delpeyrat : Gilbert Tomasini, le chargé d'affaires de l'agence bancaire
- Valérie Keruzoré : Marguerite, la compagne de Gilbert
- Martin Lamotte : Antoine, le beau-père de Gilbert, riche chirurgien
- Karine Belly : Monica, la compagne d'Antoine
- Éric Naggar : Du Rouvre, un collaborateur de Baudoin
- Roger Van Hool : Bergstein, un collaborateur de Baudoin
- Éric Berger : Alban, le collaborateur débutant de Baudoin
- Véronique Boulanger : Hermance
- Laurent Gamelon : Georges, le patron du bistrot
- Gwendoline Hamon : Prune, l'amie de Stéphanie
- Gérard Chambre : Ulysse 45, le « rendez-vous »
- Philippe Hérisson : Olivier, le père d'Harmony
- Véronique Barrault : Marianne, la mère d'Harmony
- Jean-Yves Chatelais : Martinez, le directeur de l'agence de Gilbert
- Roger Dumas : Lebrun, le patron malade que Baudoin tente d'arnaquer
- Marie-Christine Adam : Mme Brière, l'employée de la banque Berthin-Schwartz qui gère Julien
- Tatiana Gousseff : Une guichetière de la banque
- Frédéric Bouraly : Morel, le voisin de Julien
- Christophe Guybet : Le boucher de Julien
- Rosine Favey : Mémé Morel, la mère dérangée du voisin de Julien
- Hélène Rodier : Mme Laffont, la cliente qui bénéficie de l'erreur de la banque
- Léon Vitale : le serveur du bar cosy
- Nathalie Auffret : la troisième convive